# Thomas Duprat
Thomas Duprat, auch Thomas Du Prat, (* um 1488 in Issoire; † 19. November 1528 in Modena) war ein französischer katholischer Geistlicher und Bischof von Clermont.

## Leben

### Herkunft und Familie
Thomas Duprat wurde etwa 1488 als Sohn des Antoine Duprat, Seigneur de Verrières, und dessen zweiter Ehefrau Jeanne Boyer geboren. Sein älterer Halbbruder aus der ersten Ehe des Vaters war der spätere Kanzler von Frankreich und Kardinal Antoine Duprat; sein jüngerer Bruder Claude (um 1475–1532) wählte ebenfalls die geistliche Laufbahn und wurde später Bischof von Mende.

### Kirchliche Laufbahn
Am 3. Juni 1517 wurde Thomas Duprat zum Bischof von Clermont berufen. Die Bischofsweihe spendete ihm am 6. Dezember desselben Jahres der Bischof von Lisieux Jean Le Veneur; Mitkonsekratoren waren Antoine d’Estaing, Bischof von Angoulême, sowie Pierre de Martigny, Bischof von Castres.
Während seines Episkopates ließ er die bischöflichen Residenzen in Clermont, Beauregard-l’Évêque und in Mauzun ausbauen.
Im Jahre 1528 bestimmte König Franz I. Thomas Duprat zum Begleiter der Prinzessin Renée, als diese nach Italien reiste, um dort Ercole II. d’Este, Herzog von Ferrara, Modena und Reggio Emilia zu ehelichen. In Modena erkrankte Duprat schwer und starb am 19. November 1528 im Alter von etwa 40 Jahren. Er wurde in der Kirche San Lorenzo in Modena beigesetzt.